# Lurago d'Erba
Lurago d'Erba (semplicemente Lurago fino al 1863; Luragh in dialetto brianzolo, AFI: /lyˈraːk/) è un comune italiano di 5 522 abitanti della provincia di Como in Lombardia.

## Origini del nome
Sia toponimo di Lurago sia quello della frazione Calpuno sarebbero di origini romana.
Lurago deriva da Lauriacum, che in epoca medievale si ritrova anche come Luriacum o, in alcuni testi ecclesiastici, come Citerago.
Il nome Calpuno sarebbe invece da legare alla gens Calpurnia originata da Calpo, figlio del re di Roma Numa Pompilio. Alcune monete recanti l'effige di quest'ultimo sarebbero effettivamente emerse durante alcuni scavi archeologici effettuati nel territorio luraghese. Tale denominazione si ritrova anche in una lapide, conservata presso il Museo archeologico di Como, che recita quanto segue:
(ex Mommsen – Corpus Inscriptionum, Latinarum, n. 5280)

## Storia
Da Lauriacum, nome latino di Lurago d'Erba, passava la via Mediolanum-Bellasium, strada romana che metteva in comunicazione Milano con Bellagio.
All'epoca romana risalgono alcune sepolture rinvenute sul territorio, nelle quali vennero trovate monete degli imperatori romani Antonino Pio, Faustina, Marco Aurelio, Alessandro Severo, Gordiano III, Costantino I, Costantino II e Valente.
La più antica menzione storica di Lurago si ritrova nel testamento dell'arcivescovo milanese Ansperto, datato 879, documento nel quale viene citato un tal Grasberto de Laurico. All'891 risale invece la prima menzione storica di Rachinulfo, arciprete di Incino e figlio del fu Ilderado di Lurago.
Al 920 risale invece la prima attestazione della corte di Calpuno, commenda affidata al Capitolo del Duomo di Monza da Berengario del Friuli. Nel 1210, la giurisdizione della corte di Calpuno risultava estendersi su Monguzzo. 
Sotto la signoria di Milano, gli “Statuti delle acque e delle strade del contado di Milano fatti nel 1346” riportano “el locho da Luyrago con le cassine de Montesello” tra le località che, all'interno della pieve di Incino, hanno il compito della manutenzione della “strata da Niguarda”.
Ai tempi del ducato di Milano, in un primo momento Lurago seguì le sorti della pieve d'Incino, infeudata dapprima a Facino Cane e poi ai Dal Verme, per concessione di Filippo Maria Visconti nel 1441.
A partire dal 1486 e fino al XVIII secolo una parte di Lurago finì ai Bentivoglio, per decisione di Gian Galeazzo Sforza, come parte di un feudo che comprendeva anche Colciago, Monticello, Monguzzo e Cavogna. 
Durante la peste del 1576, Lurago figura tra i comuni più colpiti della pieve d'Incino.
Nel XVII secolo il resto di Lurago fu in un primo momento concesso in feudo ai Giussani assieme a Lambrugo, Alserio, Anzano, Cassina Pugnago, Cassina Marcetta, Cassina Visconti, Nobile, Camisasca, Brenno e Centemero (1656), per poi tornare a disposizione della Regia Camera del Ducato di Milano per motivi di apprensione in un secondo momento (1682).
Nel 1751 il territorio di Lurago si estendeva anche sui cassinaggi di “San Giorgio”, “la Casetta”, “la Cadè”, “li Ronchi”, Cabassa, Caregiola, Fornace, Monticello e sulla “Cavolta”. 
Fino al 1753, Calpuno era un piccolo comune a sé stante, libero dal ducato di Milano e da qualsiasi tipo di infeudazione, e comprendeva i cassinaggi di Caregiola e di Matteo (o Mateo) Nava. Nel territorio di Calpuno ricadeva anche la frazione di San Giorgio, che ospitava l'omonima chiesa. Nel 1753, Calpuno venne accorpato a Colciago, formando un'unica entità comunale con Cassina Marcetta, Cassina Carreggia e Cassina Visconti.
Nel 1757 il comune di Lurago è attestato con la dicitura "Lurago con porzione di Calpuno".
Con la riorganizzazione amministrativa del Regno d'Italia napoleonico decretata nel 1807, il territorio di Lurago si estese ai comuni di Colciago ed uniti e di Lambrugo. L'annessione di Lambrugo fu tuttavia abrogata dagli austro-ungarici, ritornati in possesso della Lombardia dopo la caduta di Napoleone.
Nel 1863 la denominazione del comune passò da "Lurago" a "Lurago d'Erba", per distinguerlo dal comune all'epoca omonimo, che a propria volta divenne Lurago Marinone.
Nel 1967 Lurago d'Erba cedette la frazione di Cadea al comune di Lambrugo.

### Simboli
Lo stemma del Comune è stato concesso con regio decreto il 17 giugno 1937.
La dentellatura del trinciato è ripresa dallo stemma dei Bentivoglio (trinciato dentato d'oro e di rosso); la torre nella parte superiore dello scudo è il simbolo della famiglia Giussani, mentre il leone rampante evoca le famiglie Sormani e Balbiani.
Il gonfalone è un drappo partito di bianco e di rosso.

## Monumenti e luoghi d'interesse

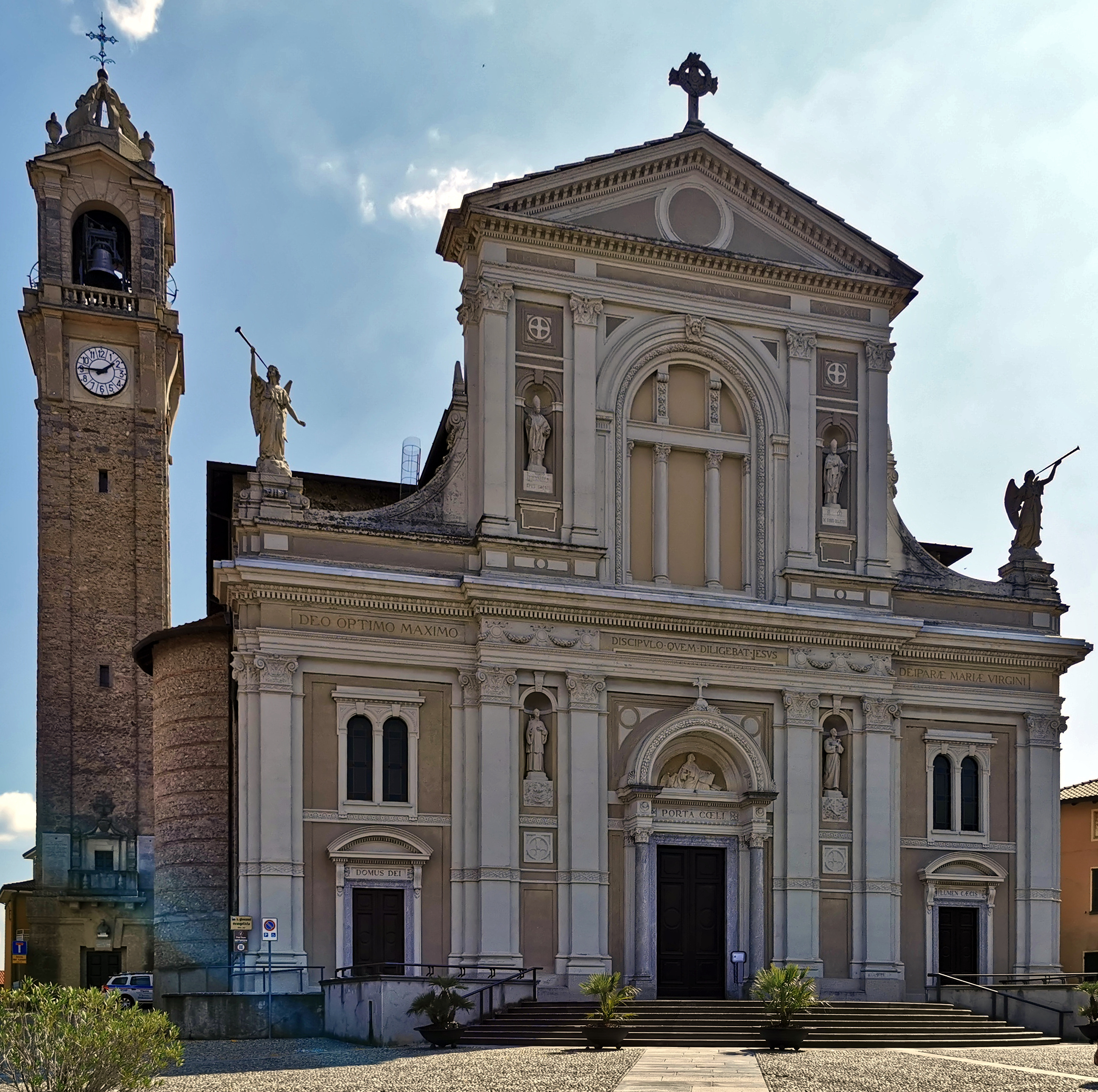
La chiesa di San Giovanni Evangelista

### Architetture religiose

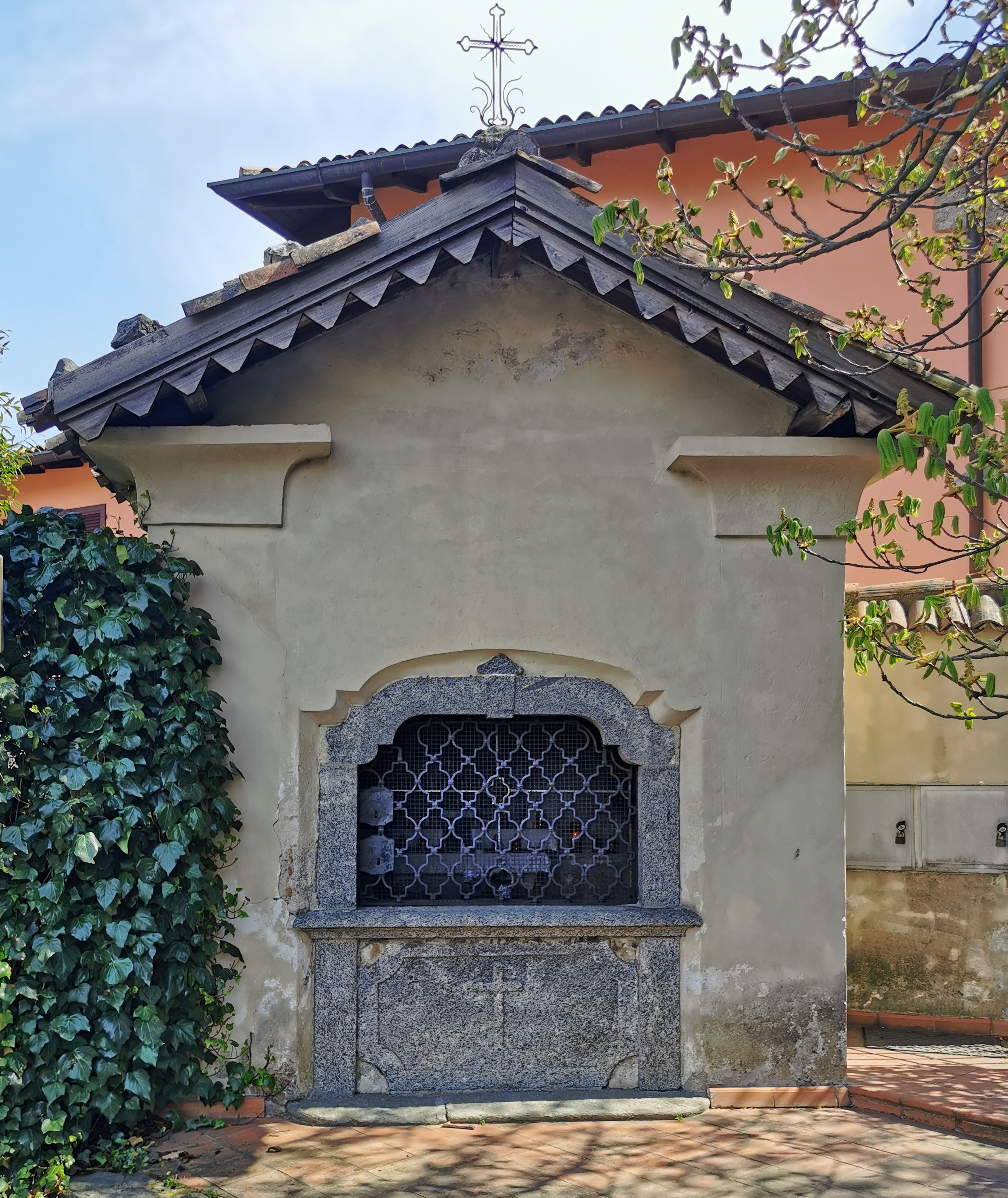
La cappella-ossario di San Giorgio

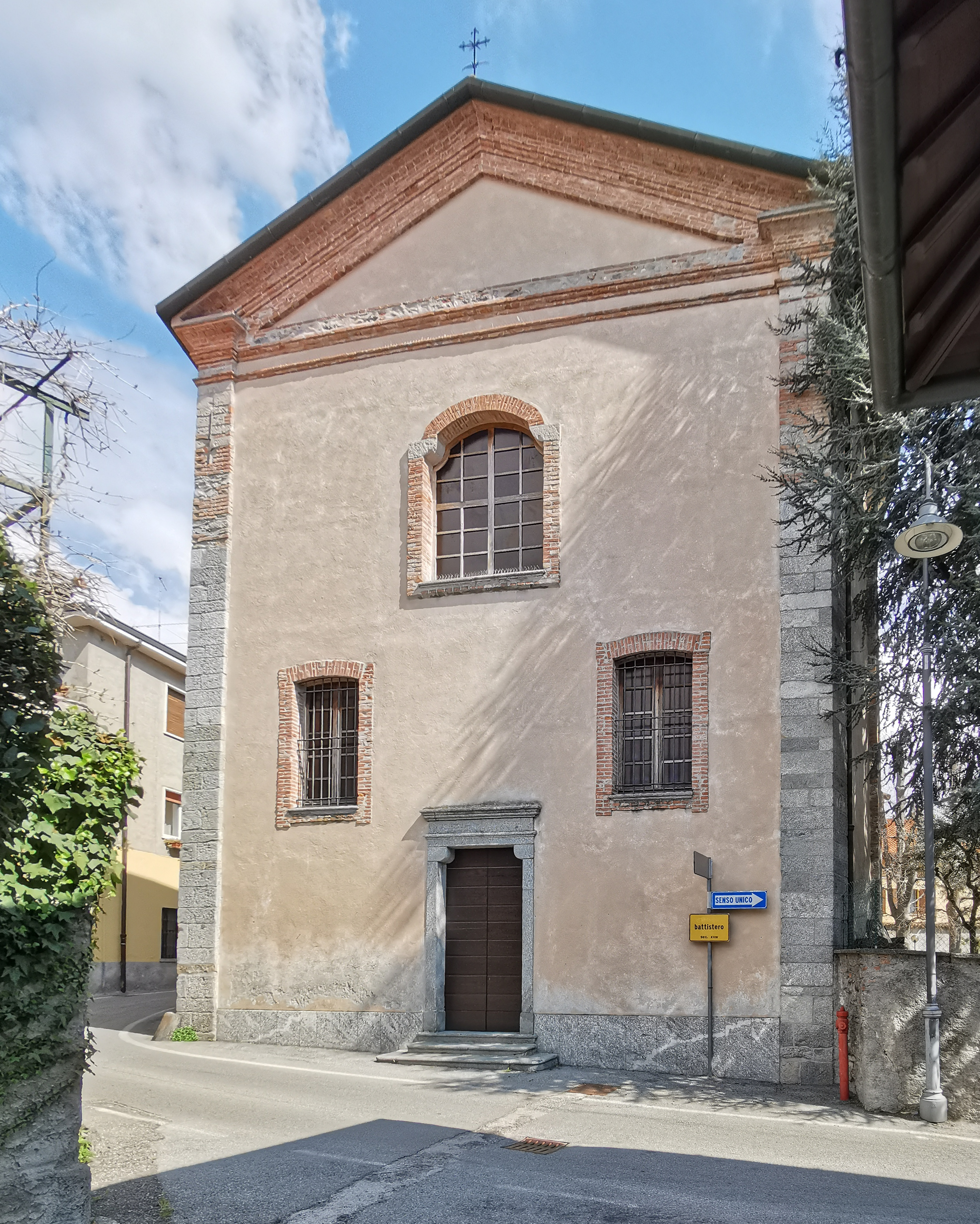
Il battistero

- Chiesa di San Giovanni Evangelista[23] (a Lurago), elevata a sede parrocchiale nel 1529[24]. La chiesa fu costruita sulla base di un'omonima cappella attestata nella pieve di Incino già nel XIII secolo,[24] citata anche da Goffredo da Bussero[6]. Modificata nel Settecento, la struttura fu completamente ricostruita agli inizi del XX secolo[6] e riconsacrata nel 1913; di poco successivo è l'adiacente campanile, denominato "Torre dei Caduti".
- Battistero (a Lurago), risalente al XVII secolo[25], in pieno centro storico.
- Ex-chiesa di San Giorgio (a Colciago), già chiesa parrocchiale menzionata da Goffredo da Bussero ma dal XVIII secolo sconsacrata e completamente inglobata nell'omonima cascina[6]. Dell'antica chiesa di San Giorgio, che sul finire del XVI secolo era dotata di un sagrato con pianta ad "L",[26] sopravvivono solamente una colonna di portico, due affreschi e alcune tracce dell'abside semicircolare (demolita verso il 1870, e avente un diametro di 4.34 m) e del piccolo campanile (a base quadrata, con lato di 2 m).[7] Gli affreschi sono conservati nella sacrestia della chiesa di San Giovanni Evangelista[7] e raffigurano due santi, avvolti da un rispettivo cartiglio nel quale è riportato un passaggio del credo apostolico[27].
- Cappella-ossario di San Giorgio (a Colciago), situata nei pressi della cascina che[28] al tempo della visita pastorale di Carlo Borromeo del 1574, ospitava non solo la ex-chiesa di San Giorgio ma anche una cappella cimiteriale[29].
- Chiesa di Santo Stefano[30] (a Careggia). Di origine antica - fu anch'essa citata dal Liber Notitiae Sanctorum Mediolani[7] - venne più volte ampliata e rimaneggiata nel corso dei secoli[6]. La chiesa, che nell'autunno 1566 risultava ancora essere sprovvista di porte,[31] sul finire del XVI, si presentava come un oratorio a pianta rettangolare, chiusa da abside semicircolare e con due ingressi, uno in facciata (sormontato da finestra circolare) e l'altro laterale[26].

### Architetture civili

#### Villa Sormani
Nelle vicinanze della parrocchiale di San Giovanni Battista si trova Villa Sormani, costruita nel 1783 sulla base di un precedente edificio, all'interno di un parco che ospita anche un torrione del XVI secolo.
Commissionata da Alessandro Sormani, erede dei Giussani già feudatari di Lurago, la villa è anche nota come Villa Sormani Andreani Verri, dal nome delle famiglie che la possedettero nel 1831 (gli Andreani) e nel 1903 (i Verri). 
Esternamente in stile neoclassico, la villa conserva interni in stile rococò e dipinti del XVIII secolo.

## Società

### Evoluzione demografica
- 575 nel 1751
- 617 nel 1771 con porzione di Calpuno
- 706 nel 1799
- 1 458 nel 1809 dopo annessione di Colciago e Lambrugo
- 921 nel 1853
- 1 050 nel 1859
- 1 116 nel 1861
- 1 284 nel 1881
- 2 180 nel 1901 dopo annessione di Colciago nel 1883

Abitanti censiti

Nel secondo dopoguerra, Lurago d'Erba accolse numerosi immigrati provenienti dal Veneto e da varie regioni del Sud Italia.

## Geografia antropica
Il Comune di Lurago d'Erba si può suddividere in cinque centri principali, che sorgono sulle diverse colline che fanno parte del territorio comunale:
- Lurago (Luragh in dialetto), che sorge sulla collina orientale ed in cui si trovano i principali monumenti del paese, nonché il centro storico;
- Calpuno (Calpugn in dialetto) si trova sulla collina nord-occidentale;
- Colciago (Culciagh in dialetto) è sulla parte ovest del Comune;
- Careggia (Carégia in dialetto) si trova a sud-ovest, al confine con il Comune di Inverigo ed in particolare con la sua frazione di Cremnago;
- Careggiola (Caregioeula in dialetto) si trova a nord del paese, ai confini con Monguzzo e nelle vicinanze della ferrovia Como-Molteno-Lecco.

### Le cascine
Come in tutti i paesi della Brianza, anche a Lurago d'Erba sono presenti numerose cascine, per la maggior parte ristrutturate ed adibite oggi ad abitazione; tra queste, si possono citare:
- Ca' Bassa (vicino a Careggiola), oggi in stato di abbandono;
- Casalta (Ca' Vôlta in dialetto), tra Careggiola e Lurago;
- Ca' Ronchi (Ca' di Runch in dialetto), posta su un'altura vicino alla Casalta;
- Cascina San Rocco (Ca' de San Rocch in dialetto), alle pendici settentrionali della collina su cui sorge Lurago;
- Cascina Monticello (Ca' Muntesèll in dialetto), sulla Statale Como-Bergamo in direzione Como;
- Cascina San Giorgio (Ca' de San Giorg in dialetto), a Colciago, alla quale nel XVIII secolo fu annessa l'omonima chiesa, allora abbandonata ma già citata da Goffredo da Bussero[6];
- Cascina Viganò, scendendo da via Pioppette, prima dell'incrocio con la Statale Como-Bergamo.

Anticamente, in ciascuna cascina vivevano più famiglie, discendenti da un medesimo avo (il cosiddetto regiur) che, con l'aiuto dalla propria moglie (la regiura), amministrava la cascina con autorità indiscussa da parte del resto degli inquilini. In questa economia familiare, particolare era il ruolo delle cosiddette balzare, donne di età avanzata che si occupavano di accudire i bambini, gli anziani e i malati.

## Economia
Territorio di millenaria vocazione agricola, Lurago d'Erba fu un centro dedito alla bachicoltura e, più in generale, alla coltivazione di vasti terreni agricoli appartenenti a famiglie nobiliari come i Sormani e i Durini. Molto praticato era anche l'allevamento, specialmente di vitelli - localmente detti buscìn - e di maiali.
Nel XIX secolo, il territorio luraghese divenne rinomato per la lavorazione artigianale del vimini finalizzata alla produzione di ceste e canestri. In questo contesto, negli anni 1957 e 1959 Lurago ospitò una Mostra del vimini di carattere nazionale, evento che si tenne ancora negli anni 1960.

## Amministrazione
| Periodo | Periodo   | Primo cittadino                              | Partito                                            | Carica                  | Note                   |
| ------- | --------- | -------------------------------------------- | -------------------------------------------------- | ----------------------- | ---------------------- |
| 1883    | 1890      | Conte Lorenzo Sormani Andreani Verri         |                                                    | Sindaco                 |                        |
| 1890    | 1896      | Cesare Marelli                               |                                                    | Sindaco                 |                        |
| 1896    | 1899      | Dott. Amilcare Tacchini speziale             |                                                    | Sindaco                 |                        |
| 1899    | 1910      | Conte Lorenzo Sormani Andreani Verri         |                                                    | Sindaco                 |                        |
| 1910    | 1922      | Gaetano Carlo Colombo                        |                                                    | Sindaco                 |                        |
| 1922    | 1925      | Battista Intraina                            |                                                    | Commissario prefettizio |                        |
| 1925    | 1926      | Cav. Carlo Caspani                           |                                                    | Commissario prefettizio |                        |
| 1926    | 1936      | Cav. Carlo Caspani                           |                                                    | Podestà                 |                        |
| 1936    | 1937      | Conte Antonio Sormani                        |                                                    | Commissario prefettizio |                        |
| 1937    | 1943      | idem podestà in sua assenza Bassani Giovanni |                                                    | Podestà                 |                        |
| 1943    | 1945      | Francesco Molteni e Vanni Biraghi            |                                                    | Commissario prefettizio |                        |
| 1945    | 1946      | Vittorio Bonacina                            |                                                    | Sindaco                 |                        |
| 1946    | 1951      | Michele Vitali                               |                                                    | Sindaco                 |                        |
| 1951    | 1952      | Fiorello Cremona                             |                                                    | Sindaco                 | Dimissionario          |
| 1952    | 1956      | Piero Viganò                                 |                                                    | Sindaco                 |                        |
| 1956    | 1970      | Corrado Bertelè                              |                                                    | Sindaco                 |                        |
| 1970    | 1975      | Luigi Panzeri                                |                                                    | Sindaco                 |                        |
| 1975    | 1980      | Marco Consonni                               |                                                    | Sindaco                 |                        |
| 1980    | 1985      | Piergiuseppe Panzeri                         |                                                    | Sindaco                 |                        |
| 1985    | 1990      | Piergiuseppe Panzeri                         |                                                    | Sindaco                 |                        |
| 1990    | 1995      | Piergiuseppe Panzeri                         |                                                    | Sindaco                 |                        |
| 1995    | 1999      | Salvatore Colombo                            |                                                    | Sindaco                 |                        |
| 1999    | 2004      | Rinaldo Mario Redaelli                       | lista civica Uniti per Lurago d'Erba, centrodestra | Sindaco                 |                        |
| 2004    | 2009      | Rinaldo Mario Redaelli                       | lista civica Uniti per Lurago d'Erba, centrodestra | Sindaco                 |                        |
| 2009    | 2012      | Carlo Cova                                   | lista civica Uniti per Lurago d'Erba, centrodestra | Sindaco                 | deceduto il 25/12/2012 |
| 2013    | 2018      | Federico Bassani                             | lista civica Progetto Lurago                       | Sindaco                 |                        |
| 2018    | 2023      | Federico Bassani                             | lista civica Progetto Lurago                       | Sindaco                 |                        |
| 2023    | in carica | Davide Colombo                               | lista civica Progetto Lurago                       | Sindaco                 |                        |

## Sport
Nel 1960, Giacomo Fornoni, allora residente a Lurago d'Erba, vinse la medaglia d'oro nella 100 km a squadre alle Olimpiadi di Roma.